# Dunkelkammerleuchte

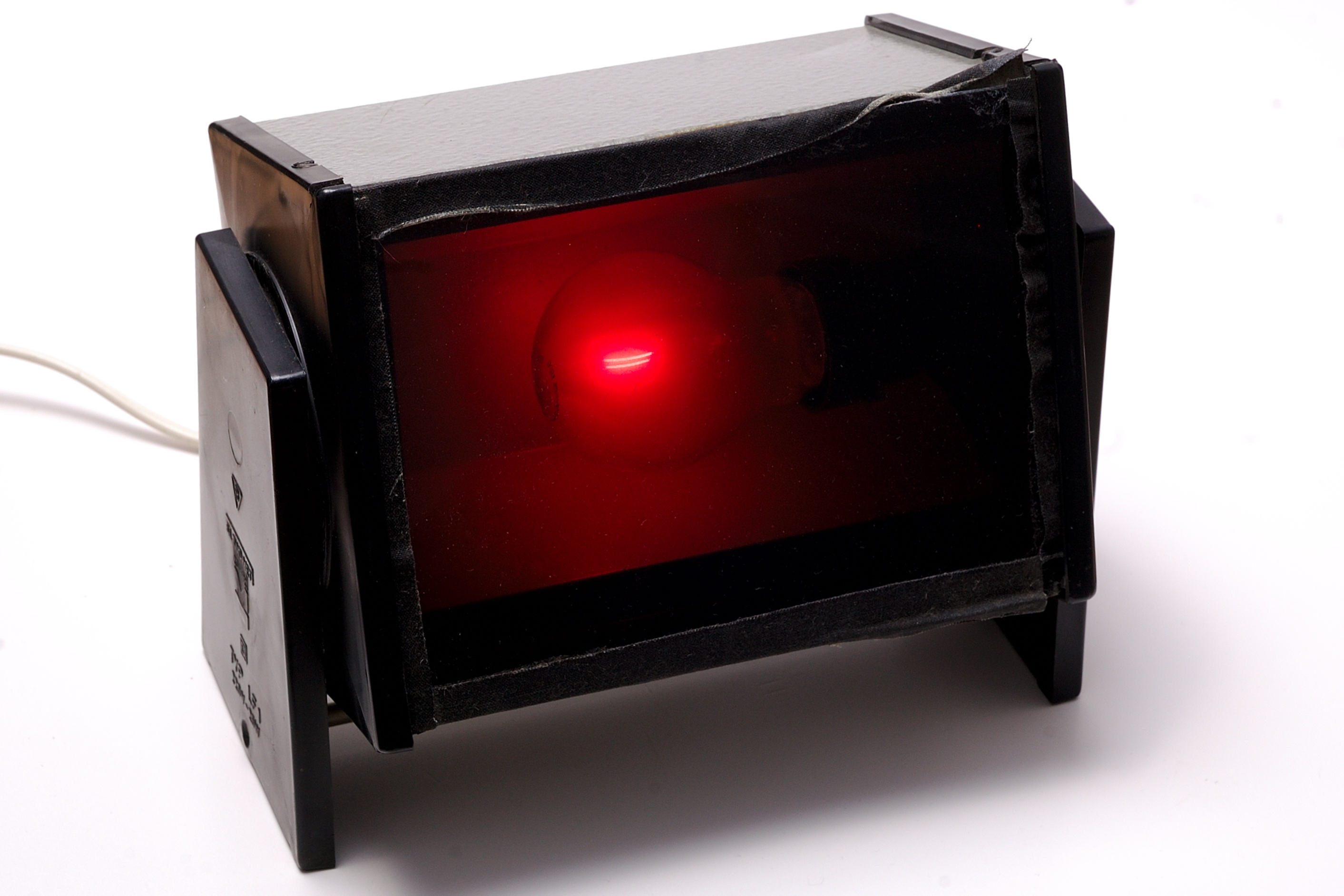
Rote Dunkelkammerleuchte für Schwarzweiß-Labor

Eine Dunkelkammerleuchte ist ein laborfotografisches Hilfsmittel. Sie dient zur Beleuchtung einer Dunkelkammer, ohne das photographische Material zu beeinflussen. Dies wird durch die Verwendung von Licht in Wellenlängen, auf die das lichtempfindliche Material nicht reagiert, erreicht.
In der Schwarzweiß-Fotografie wird die Dunkelkammer oft mit einer roten Wellenlänge sehr schwach beleuchtet. Dies ist aber nur für den Vergrößerungsprozess möglich, da Fotopapier orthochromatisch sensibilisiert ist. Entsprechendes Filmmaterial reagiert auch auf rotes Licht.
Bei der Arbeit mit Negativfilmmaterial, das panchromatisch sensibilisiert ist, dient eine schwach grünliche Lampe für die rudimentäre Sicht des Laboranten.